# الأزياء الشعبية الأردنية

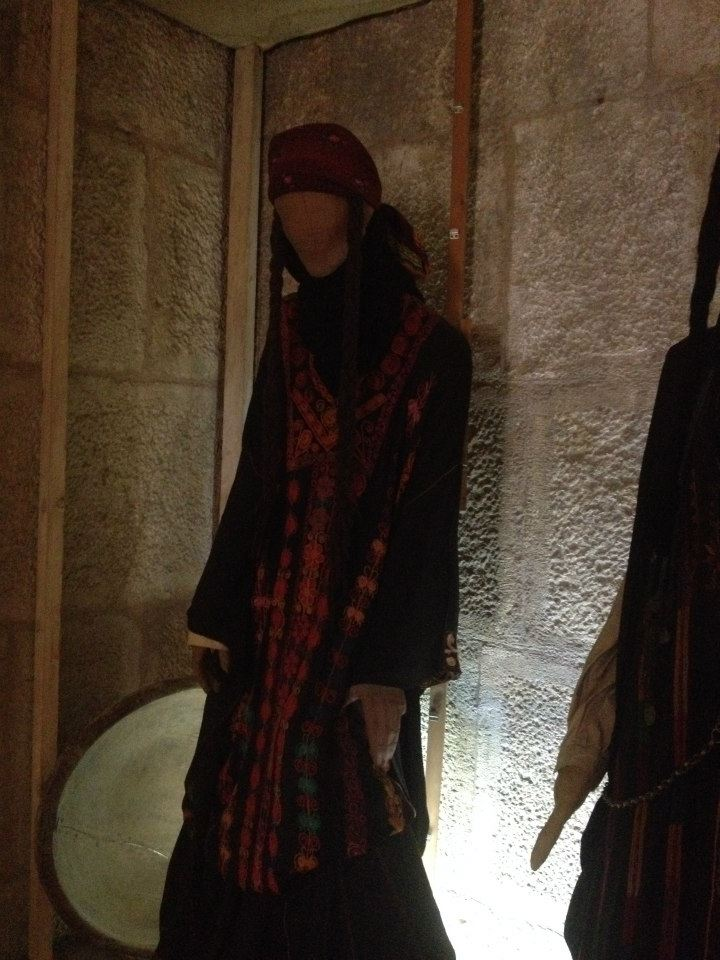
زي شعبي أردني

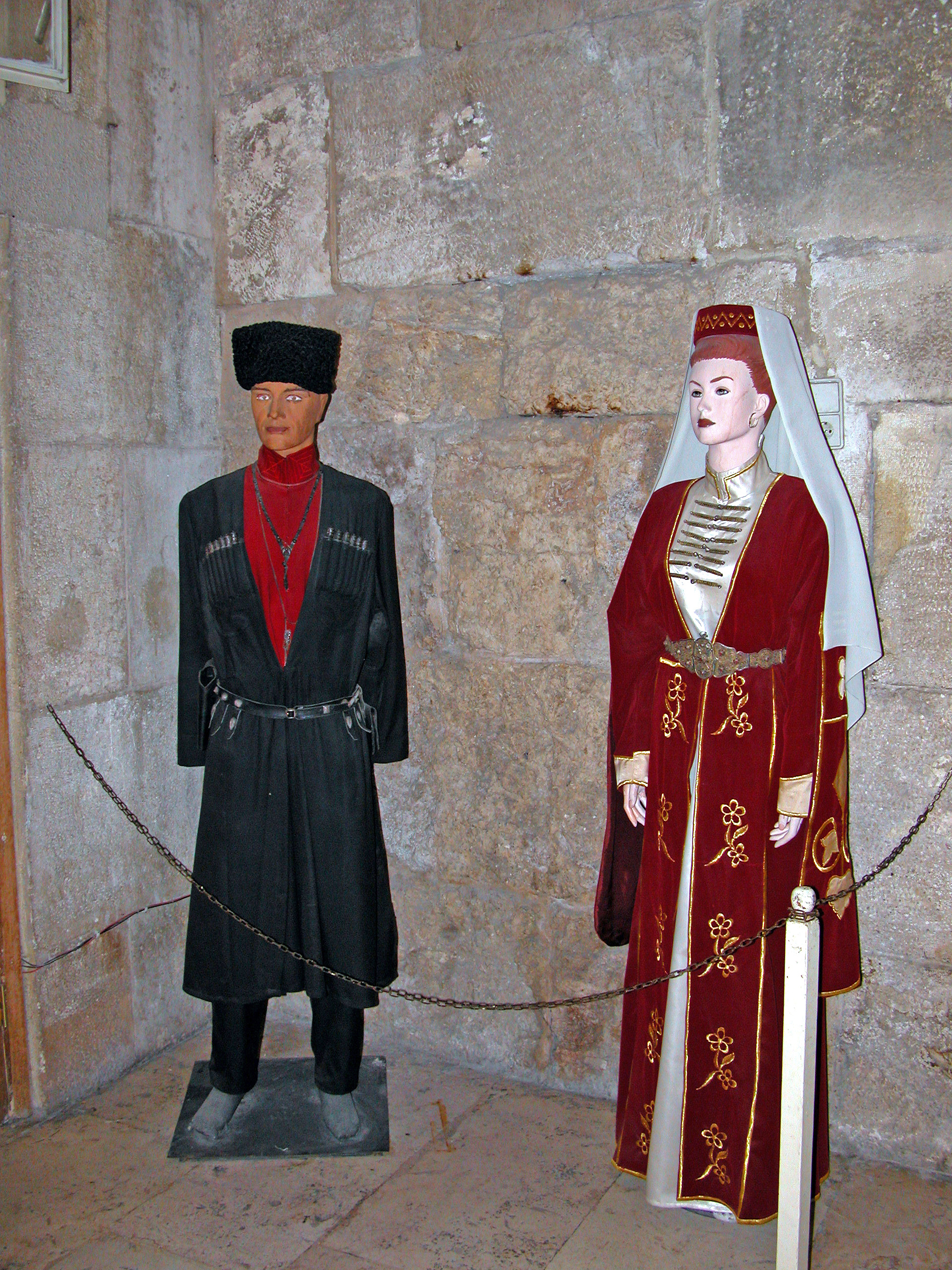
أزياء الشعب الشركسي

الأزياء الشعبية الأردنية أو اللباس التقليدي الأردني هي تلك الأزياء التراثية التي يرتديها الأردنيون، وتمثل جزءا مهما من تاريخ وهوية وثقافة الشعب الأردني ونتاجه الحضاري عبر القرون. وبالرغم من صغر مساحة الأردن نسبيا، إلا أن الأزياء الأردنية تتميز بأصالتها وبتنوعها الكبير جدا وخصوصا النسائية منها نظرا لتنوع جغرافية الأردن، حيث لكل منطقة تصاميمها الخاصة بها مع وجود بعض الأزياء والقواسم المشتركة بين بعض المناطق. كما تتميز هذه الأزياء بصناعتها اليدوية المتقنة وزخارفها المبنية على التاريخ والمعتقدات والبيئة الأردنية.

## نبذةٌ عامةٌ
يعتبر التطريز الشعبي الأردني فناً راقياُ ومن أهم الفنون التاريخية الأردنية، فمن خلال التصاميم والرموز استطاع الإنسان الأردني أن يسجل تاريخه ويعبر عن المعتقدات وأنماط التفكير الاجتماعي من عادات وتقاليد توارثها الأردنيون عبر القرون. ويعبر الثوب الأردني، المسمى أيضا بالمدرقة، والمطرزات المزخرف بها عن الهوية الأردنية والارتباط العميق بالأرض والتراث والتاريخ، فلقد استوحى الإنسان الأردني تصاميمه من معتقداته وتاريخه ومن بيئته المحيطة به كزهورها وأوراق أشجارها وسنابل قمحها وأشكال طيورها وتعرج جبالها ووديانها وسهولها وبواديها.
وبالرغم من صغر مساحة الأردن نسبيا، إلا أن الأزياء الأردنية تتميز بتنوعها الكبير جدا وخصوصا النسائية منها نظرا لتنوع جغرافية الأردن، حيث لكل منطقة تصاميمها الخاصة بها مع وجود يعض الأزياء والقواسم المشتركة بين بعض المناطق.
وللأزياء الشعبية الأردنية استعمالات ودلالات اجتماعية ودينية واقتصادية وجغرافية، فلكل منطقة زخارفها الخاصة، والأسر الميسورة كانت تستعمل الخيوط الذهبية والفضية وغيرها من الخيوط والأقمشة والمواد الباهظة الثمن للتطريز، في حين كانت الأسر الفقيرة تستعمل الخيوط القطنية والصوفية لزخرفة وتطريز ثيابها. وألوان الثوب التقليدي الأردني تدل أيضا على عمر المرأة فالعصبة الحمراء ترتديها المرأة الشابة والعصبة السوداء ترتديها المرأة المتقدمة في السن، كما ترتدي المرأة الشابة المتزوجة ثوبا مزخرفا بألون مختلفة عن ثوب المرأة العزباء كل حسب منطقته. ولكل مناسبة ثوب وزخارفها الخاصة كأثواب العمل والفرح والحزن، ولأثواب الأعراس مكانة خاصة ومواصفات معينة فتجد الأثواب الملونة المزخرفة بخيوط ذهبية وتجد الثوب الأبيض وزخارفه المطرزة بالألوان الزاهية تعبيرا عن الحب والوفاء.

## لباس الرجل
عكس ملابس النساء، يتشابه زي الرجال بشكل كبير سواء كانوا من أهل المدن أو الريف أو البادية، ورغم قلة الفروقات في التصميم، إلا أن ألوان هذا الزي والأقمشة المستخدمة لصنعها تختلف حسب الطلب.

### مكوناته
وتتكون ملابس الرجل الأردني من:
- القُمبْاز : ويسمى أيضاً المَزْنُوك والكِبِر والزبون. وهو رداء طويل مشقوق من الأمام، ضيّق من أعلاه، يتسع قليلاً من أسفل، ويردّون أحد جانبيه على الآخر. وجانباه مشقوقان حتى أسفل الخصر. يخاط من قماش الروز أو الكتان أو الجوخ حسب فصول السنة، وأحيانا تزين قبته بالقيطان (خيوط من الحرير أو القطن) وتغلق دائريا على قدر حجم الرقبة. وتتنوع ألوانه وبدرجاتها المختلفة من الأبيض إلى الأسود والكحلي والرمادي والزيتي وتكون إما ساده أو مخططة طولية بلون مغاير.
- الدّامِر والجُوكَيْت : الدامر وهو ما يسمى أيضا الجبه. وتلبسه النساء كما الرجال وحينها يقمن بتزينه. وهو معطف يصل إلى ما دون الخصر، يخلو من الرقبة والأزرار، ويلبسه الرجال في الشتاء فوق القمباز بألوان متناسقة. والجوكيت فهو أيضًا يرتدى كما يرتدى الدامر لكن شكله يختلف (جاكيت لبدلة فرنجية)، يرتديه البعض عِوَضًا عن الدامر فوق القمباز بألوان متناسقة.
- العَباءة والفَرْوة : العباءة وهي رداء فضفاض ذو ألوان فاتحه بالصيف وغامقه بالشتاء وتصنع من الحرير أو وبر الجِمال وهي خفيفة وفضفاضه وذات أكمام عريضه وأحياناً يلبسها الرجل على الأكتاف وهي منتشرة في البادية والأرياف أكثر من المدن. والفروة فهي رداء يرتدى كما تردتدى العباءة لكنها شتوية وثقيلة ومبطنة بالفرو كي تعطي الدفء في الشّتاء.
- السِّرْوال : وهو بنطلون واسع فضفاض أبيض أو أسود (وغالبًا أبيض) مصنوع من الكتان يربط بربّاط يسمى الدكّه (وتلفظ الكاف CH) على قدر الرجل من الأسفل ويزم بشكل واسع من الأعلى على قدر الخصر، ويرتدى تحت القمباز.
- القَمِيص : وهو سترة (بلوزة كُم) مصنوعة من الصوف أو القطن ويرتدى تحت القمباز وتوضع أطرافه تحت السروال. ولا يظهر أي جزء فيه.
- الحْزام والجْناد : الحْزام والمسمى أيضًا الزُّنّار وهو شريط مصنوع من الجلد البني أو الأسود يُلَف حول الخصر لتثبيت القمباز وتخبئة النقود، كما يوضع عليه المْسدّس والشِّبريّة، والشبرية أداة حادة لذبح الأغنام تدل على كرم الرجل الأردني، كما تستخدم أيضًا للدفاع عن النفس. أما الجناد فهو شريط مصنوع من الجلد البني أو الأسود كما الحْزام، لكنه يُلَف على الصدر بشكل مصلب أو أحادي جانبي مُكَمَّلًا بالزنار على الخصر بحيث تثبّت أطرافه بالزنار، ويستخدم الجناد لحفظ الرصاص وترتيبه كما يعد مظهر جمالي للرجل الأردني.
- الثوب العربي المتعارف عليه (بألوان متعددة)

### لباس الرأس
- الشماغ والقظاظة : ويسمى أيضا سِلِك وشَوْرة وحطة وشماخ حسب المنطقة. ألوانه مختلفة لكن أشهرها الأحمر والأبيض ويتميز الشماغ  الأردني عن غيره بالتهديب فالحطة الأردنية تكون مهدبة بخيطان القطن الأبيض، ويلبس الشماغ بطريقه اللثام أو يرد من جانبيه أو أحد جوانبه على العقال ويترك الآخر على الكتف.
- العقال : ويسمى أيضا المرير. وهو مجدول من شعر الماعز الأسود، يلبس فوق الشماغ ويتباهى به الرجال الأردنيون ويتفاخرون بتمييله. وأنواعه تختلف من منطقة لأخرى في الأردن فأهل البادية يفضلون ارتداء العقال الناعم الرفيع وأهل المدن والقرى الجنوبية يرتدون العقال المبرد، أما أهل المدن والقرى الشمالية يفضلون ارتداء العقال السحّأب إضافة إلى المبرد.

## لباس المرأة
يعبر لباس المرأة الأردنية عن الوظائف الاجتماعية والثقافية له ويعكس البيئة المحلية في اطرها الاجتماعية والثقافية وفي محددات التكون الطبيعي من مناخ وتضاريس، علاوة على ما يعبر عنه من مكانة اجتماعية للشخص وموقعه في السلم الاجتماعي لأي مجتمع.لذلك تميز اللباس التقليدي للمرأة الأردنية بغزارة تنوعه.

### لباس الرأس
يعد لباس الرأس عند الأردنيين من أهم مكونات الزي الأردني التقليدي سواء عند الرجل أو المرأة، فكان من المعيب أن يخرج أي منهما دون غطاء للرأس مهما كانت الديانة أو الحالة الاجتماعية والاقتصادية لهم. وللباس الرأس عند المرأة الأردنية عدة أنواع مختلفة منها:
- الإعصابة: أو العصبة. وهي قطعة من الحرير الموشى بالقصب الذهبي أو الفضي أو كليهما، وتكون حمراء، أو سوداء اللون ويمكن أن تكون بنية غامقة أو زهرية أو برتقالية. تطرز على شكل حزام مستطيل للرأس ويربط على أعلى الجبين. ويتراوح طولها بين المتر والنصف إلى الأربع أمتار. وفي الكرك تكون على شكل حزام دائري ترصع طرفيها بقطع نقدية ذهبية. وفي السلط تزين بالشناشيل في آخرها. وفي معان تكون قصيرة ومليئة بالقطع الذهبية الصغيرة. وبعض النساء يزينّها من الجانب (بالمباري) وهي قطعة دائرية كقطعة النقود وعليها خرز أزرق وأخضر وأصفر وأحمر أو بإبرة (دبوس) مصنوعة من الذهب. وفي بعض المناطق كمادبا وضواحيها ووادي موسى والشوبك، لا تعتمرها المرأة على رأسها إلا بعد أن تتزوج أو تنجب مولودها الأول. وتسمى في بعض المناطق بالحطة أو بالهبرية.
- الشنبر: ويسمى أيضاً المنديل أو المسفح أو الملفع. وهي قطعة من القماش ذات ألوان متعددة أشهرها الأسود والأبيض أو مقصبة باللونين معاً تلف على الرأس قبل وضع الإعصابة على الجبين وقد يطول الشنبر ليصل أسفل الظهر.
- العُرجة: وهي قطع ذهبية توصل بتعاريج من الخرز الصغير ذو الألوان الزاهية وتوضع أيضا في مقدمة الرأس وهي من الخرز الصغير ذو الألوان الزاهية التي تضعه المرأة الأردنية بشكل متعرج، ومن هنا أخذت اسمها (العُرجِة)، تعلق بها قطع (ليرات) من الذهب، وتوضع في مقدمة الرأس وتمتد إلى الخلف نزولاً إلى الظهر ولا تلبسها إلا العرائس والمتزوجات في الأفراح.
- الصَّفِة: وهي مثل العرجة من الأمام إلا أنها لا تمتد إلى الظهر وتخلو من الخرز، حيث تصف القطع النقدية على قماش مزين بالتطريز، ولا تلبسها إلا المتزوجات. وكما العرجة تأتي الصفة بالنصة مع بقية جهاز العروس (المهر).
- البشكير: وهو منديل صغير ذو ألوان زاهية ومزين بالورود وبشبك على أطرافه، وينتشر في منطقة الرمثا ويلبس فوق الشنبر. وفي نهاية الأربعينات هاجر عدد كبير من سكان الرمثا إلى ألمانيا الغربية وكانوا يأتون بمناديل مشابهة للبشكير الأردني المستعمل لديهم فأطلقوا عليه اسم البشكير الألماني.